# Walter Müller
Walter Müller (Blumenau, 11 de setembro de 1893 — ) foi um industrial e político brasileiro.
Filho de Frederico Müller e de Adele Müller. Casou e teve filhos.
Foi interventor em Timbó, no período de 23 de dezembro de 1937 a 21 de setembro de 1941, e prefeito eleito pelo voto popular, de 26 de janeiro a 31 de janeiro de 1951.
Foi deputado à Assembleia Legislativa de Santa Catarina na 1ª legislatura (1947 — 1951) e na 4ª legislatura (1959 — 1963), como suplente convocado.